# Nagypall
Nagypall (németül: Pahl, Nadjpohl; horvátul: Palija) község Baranya vármegyében, a Pécsváradi járásban.

## Fekvése
Nagypall a Mecsek lábainál, ezen belül is a Zengőtől délkeletre található, Pécsváradtól mintegy három kilométerre.

### Megközelítése
A településen végighalad, annak főutcájaként a Mohácstól Pécsváradig vezető 5607-es út, ez a legfontosabb közúti megközelítési útvonala mindkét végponti város irányából. Az ország távolabbi részei felől a 6-os főúton érhető el a legegyszerűbben, pécsváradi letéréssel.
Hajdan érintette a községet a Pécs–Bátaszék-vasútvonal, melynek egy megállóhelye is volt itt, ám a vonalnak ezen a szakaszán 1997 óta nincs számottevő vasúti forgalom. Nagypall megállóhely a belterület keleti szélén, a mai Petőfi utca végén létesült, egykori helye a jelenlegi állapotában csak burkolatlan úton közelíthető meg.

## Története
Nevét 1015-ben a pécsváradi bencés apátság alapítólevelében említették először, mely szerint I. István király népeket adott itt a monostornak.
Nevét egy 1220-ból származó oklevél is említi Pol alakban, a pécsváradi bencés apátságnak adót fizető falvak között. A Pall név a magyar Pál személynévből alakulhatott ki.
A falut az apátság nemes jobbágyai lakták.
A török hódoltság ellenére sem néptelenedett el, lakossága a törökök távozása után magyar volt.
A németek a 18. század második felétől kezdtek betelepedni, az első világháború után a falu lakosságának már több, mint fele volt német. A második világháborúig a falu két utcájában külön éltek a magyarok, akik reformátusok, és a németek, akik katolikusok voltak. A kis falunak ezért két temploma van. A németek és a magyarok gyermekei 1852-től két külön iskolába jártak, a katolikus iskolában németül és magyarul folyt a tanítás.
Jelentős esemény volt a falu életében a – községet is érintő – Pécs–Pécsvárad–Bátaszék-vasútvonal 1911-es megnyitása.
Egy statisztika szerint a második világháború után Nagypallból 43 németet telepítettek ki, ami a lélekszámhoz viszonyítva jelentős veszteség volt .
Amikor az 1960-as években átszervezték a közigazgatást, 1966. június 30-án megszüntették Nagypall külön tanácsát és Pécsváradhoz csatolták. A falu 1993. január 1-jén alakított újra külön önkormányzatot és fejlődése ekkortól felgyorsult.
Katolikus gyülekezete a pécsváradi plébánia filiája. Református gyülekezet a Zengővárkonyi Református Egyházközösség Társgyülekezete. A faluban Régi Mesterségeket Felelevenítő Közhasznú Egyesület működik.
2001-ben a lakosságnak már csak 2,7%-a vallotta magát németnek.

## Közélete

### Polgármesterei
- 1990–1994: Nidlingné Grátz Erika (független)[6]
- 1994–1998: Nidlingné Grátz Erika (független)[7]
- 1998–2002: Nidlingné Grátz Erika (független)[8]
- 2002–2006: Nidlingné Grátz Erika (független német kisebbségi)[9]
- 2006–2010: Grátz Erika (független)[10]
- 2010–2014: Grátz Erika (független)[11]
- 2014–2019: Grátz Erika (független)[12]
- 2019–2024: Grátz Erika (független)[13]
- 2024– : Soós István (független)[1]

## Népesség
A település népességének változása:
| Lakosok száma | 385  | 379  | 363  | 338  | 339  | 352  | 354  | 345  |
|               | 2013 | 2014 | 2015 | 2019 | 2021 | 2022 | 2023 | 2024 |

A 2011-es népszámlálás során a lakosok 78,4%-a magyarnak, 3% cigánynak, 21,8% németnek mondta magát (21,1% nem nyilatkozott; a kettős identitások miatt a végösszeg nagyobb lehet 100%-nál). A vallási megoszlás a következő volt: római katolikus 49,6%, református 9,9%, evangélikus 0,2%, felekezeten kívüli 9,4% (30,3% nem nyilatkozott).
2022-ben a lakosság 93,2%-a vallotta magát magyarnak, 15,1% németnek, 2,3% cigánynak, 0,9% horvátnak, 2,3% egyéb, nem hazai nemzetiségűnek (5,4% nem nyilatkozott; a kettős identitások miatt a végösszeg nagyobb lehet 100%-nál). Vallásuk szerint 43,2% volt római katolikus, 8,2% református, 0,3% evangélikus, 1,1% egyéb keresztény, 1,4% egyéb katolikus, 12,5% felekezeten kívüli (33,2% nem válaszolt).

## Nevezetességei
- Falumúzeum, amely a 19. században, illetve a 20. század elején élt nagypalliaknak állít emléket
- Pincegaléria.